# شعب الخولي (فرع العدين)

تعديل مصدري - تعديل

شعب الخولي محلة تابعة لقرية الثوجر، التابعة لعزلة الوزيرة بمديرية فرع العدين إحدى مديريات محافظة إب في الجمهورية اليمنية، بلغ تعداد سكانها 35 حسب تعداد اليمن لعام 2004.